# Dylaki
Dylaki (niem. Dyloken) – wieś w Polsce, położona w województwie opolskim, w powiecie opolskim, w gminie Ozimek, nad strugą Libawą, w odległości 9 km od Ozimka i 28 km od Opola. W obrębie Dylak wyróżniona jest administracyjnie 1 część miejscowości – Michalanka; nieformalnie wyróżnia się także drugą część – Dylaki-Osiedle.
W miejscowości znajdują się m.in.: ponad 100-letni tartak wodny z młynem, klasztor sercanek, 2 kapliczki (z połowy XIX w. i z 1929 r.) oraz krzyż przydrożny. W Dylakach działają m.in.: zespół taneczny „Dialog” i rzymskokatolicka parafia pw. św. Antoniego.
W latach 1954–1961 wieś należała i była siedzibą władz gromady Dylaki, po jej zniesieniu w gromadzie Ligota Turawska. 

## Infrastruktura
W miejscowości znajduje się 13 dróg, w tym 1 droga wojewódzka (463, Ozimska), 1 powiatowa (nr 1732, Cmentarna) i 11 gminnych. W Dylakach znajdują się 2 przystanki autobusowe („Dylaki, skrz.” i „Dylaki,os.”), przy których zatrzymują się autobusy Opolskiego PKS-u SA i PKS-u w Kluczborku Sp. z o.o., kursujące na trasach, odpowiednio, Opole – Zębowice i Kluczbork – Dylaki.
Dylaki są zelektryfikowane, a zasilanie doprowadzone jest napowietrzną (słupy betonowe i drewniane) siecią rozdzielczą 15 kV z GPZ-u „Ozimek”, zlokalizowanego w południowej części Ozimka. W 1993 r. ukończono w miejscowości, przy częściowej odpłatności mieszkańców, budowę sieci wodociągowej, dla której punktem zasilającym jest stacja uzdatniania wody w Biestrzynniku. W 1997 r. miejscowość została stelefonizowana. W Dylakach znajduje się też wieża GSM.
W Dylakach działają przedszkole, Publiczna Szkoła Podstawowa im. Karola Miarki i jednostka OSP, posiadająca swoją remizę.
Przez Dylaki przechodzi 1 szlak turystyczny pieszy () oraz 2 turystyczne ścieżki rowerowe (nr 18 –  i nr 111 – ). W miejscowości znajdują się restauracja „Neli”, gospodarstwo agroturystyczne/stadnina koni „Dwór Zawiszy” (27 miejsc noclegowych, 14 koni) oraz gospodarstwo agroturystyczne/pracownia rzeźby „Uroczysko” (11 miejsc noclegowych).

## Historia
Pierwsze wzmianki o samodzielnej miejscowości pojawiają się po 1900 r. – wcześniej Dylaki były przysiółkiem Szczedrzyka. W 1898 r. otwarto w miejscowości fabrykę Artura Fuchsa „Strumpf- und Wollwaren Fabrik”; filia fabryki powstała w Grodźcu. W 1929 r. powołano w Dylakach jednostkę straży pożarnej. 10 sierpnia 1936 r. w miejsce nazwy Dyloken wprowadzono niemiecką nazwę Thielsdorf. W 1940 r. wybudowano w Dylakach neoromański kościół, przeznaczony dla mieszkających tam w tym czasie 931 katolików; jego poświęcenia dokonał 23 kwietnia 1940 r. wikariusz generalny we Wrocławiu, ks. Negwer. Parafię w Dylakach erygowano w 1938 r., przez wyłączenie Dylaków i Biestrzynnika z parafii w Szczedrzyku; w 1946 r. przyłączono do parafii w Dylakach Rzędów, wydzielony z parafii w Kotorzu Wielkim. W latach 1956–1957 wybudowano w miejscowości plebanię; dodatkowo w 1957 r. sprowadzono do kościoła 3 dzwony (św. Antoni, św. Maria i św. Józef), odlane w Hucie „Małapanew”. W 1974 r. otwarto w budynkach dawnej fabryki zakład dziewiarski „Opolanka”; był on drugim co do wielkości zakładem przemysłowym w gminie Ozimek, a zatrudnionych w nim było w roku otwarcia 765 osób. Po transformacji systemowej zakład upadł i w 1994 r. przeszedł w posiadanie kapitału zagranicznego – niemieckiej firmy Coroplast Sp. z o.o. Przedmiotem jego produkcji są kable, przewody, taśmy i wiązki, a zatrudnienie w nim znajduje ok. 400 ludzi (stan na 2018 r.). W marcu 2003 r. miejscowość przystąpiła do programu „Odnowa Wsi Opolskiej”.

## Etymologia nazwy
Nazwa miejscowości pochodzi prawdopodobnie od często występującego w okolicznych miejscowościach nazwiska Dylla (względnie, w alternatywnej pisowni, Tylla albo Dyhla, czy też Dilla, Dyla, a nawet Diller). Inna hipoteza wyprowadza nazwę od słowa „dyl” (niem. Diele), oznaczającego belkę drewnianą; wedle tej teorii owymi belkami miano utwardzać drogi w miejscowości.

## Liczba mieszkańców
W 1902 r. prenumerowano w Dylakach 3 egzemplarze prasy polskiej.
| Rok                | 1910 | 1925 | 1933 | 1939 | 1946 | 1960 | 1965 | 1988 | 1996 | 2002 | 2005 | 2009 |
| Liczba mieszkańców | 670  | 600  | 734  | 845  | 771  | 1019 | 1820 | 1341 | 877  | 1328 | 1263 | 1238 |

(Źródła:.)